# Song Dok-ki
Song Dok-ki (* 19. Januar 1893; † 23. Juli 1987; häufig auch Song Duk-ki geschrieben) wurde als koreanischer Staatsbürger geboren und ist aufgrund seines maßgeblichen Anteils an der Überlieferung der koreanischen Kampfkunst Taekgyeon (verbreitete Schreibweise: Taekkyon) bekannt geworden. Er lebte und trainierte in Sajik-dong, Jongno-gu, Seoul.
Song Dok-ki begann um 1904 mit dem Taekkyon-Training. Während der Zeit, in der Korea eine Kolonie Japans war (1910–1945), wurde diese Kampfkunst, teils unter Gewaltanwendung, unterdrückt. Seit 2011 gehört Taekkyon als bislang einzige Kampfkunst offiziell zum UNESCO-Weltkulturerbe.
Nach dem Zweiten Weltkrieg gab es nur wenige Personen, die Taekgyeon noch beherrschten. Song war zwar anfangs nicht der einzige, jedoch der aktivste Taekgyeon-Meister nach dem Krieg. Neben Song lebten nach 1945 auch noch Kim Seong-hwan und einige weitere. Am 26. März 1958 gab Song Dok-ki zusammen mit Kim Seong-hwan eine Taekkyon-Vorführung im Rahmen eines landesweiten Polizei-Kampfkunst Wettbewerbs, der anlässlich des Geburtstages des damaligen südkoreanischen Präsidenten Rhee Syng-man veranstaltet wurde.
Song Dok-ki wurde wegen seiner Kenntnisse eines fast ausgestorbenen Kulturguts von der südkoreanischen Regierung der Titel des „living cultural asset“ (etwa „lebendiges Kulturerbe“) verliehen. Diese Bezeichnung wurde auch seinem Schüler Shin Han-seung zuteil.
Noch im Alter von 78 Jahren war er sehr agil und konnte Tritte in Kopfhöhe ausführen, wie Video-Aufnahmen aus dem Jahr 1971 zeigen. Er unterrichtete Taekgyeon sein Leben lang. Selbst jenseits seines 90. Geburtstags war er noch erstaunlich fit und führte Techniken vor, auch wenn er in dieser Zeit nicht mehr so hoch treten konnte.
Song war ein Hallyang (eine Art „Lebenskünstler“ aus der koreanischen Oberschicht) und hatte als solcher keinen „bodenständigen“ Beruf erlernt. Neben Taekgyeon praktizierte er auch Guk Gung, das koreanische Bogenschießen, das er mit etwa 13 Jahren (koreanische Altersangabe) begann. Bis zu seinem Tod übte er es regelmäßig. Er gab an, dass Bogenschießen für ihn die perfekte Ergänzung zum eher praktisch veranlagten Taekgyeon war. Für viele Hallyang war das Bogenschießen die hauptsächliche Beschäftigung.
Der Name von Songs Taekgyeon-Lehrer war Im Ho, was übersetzt „Waldtiger“ bedeutet. Im Ho lebte im Kommunalbezirk Pirun-dong, in direkter Nachbarschaft von Sajik-dong.